# 120
Вижте пояснителната страница за други значения на 120.

## Родени
- Лукиан от Самосата – старогръцки писател

## Починали
- Публий Корнелий Тацит (р. ок. 50 г.) – римски историк и политик.